# ФК Шамрок роверси
ФК Шамрок роверси (енгл. Shamrock Rovers F.C.; ир. Cumann Peile Ruagairí na Seamróige) је професионални фудбалски клуб из Даблина, Република Ирска. Клуб се такмичи у Премијер лиги Ирске и најуспешнији су клуб у Ирској по броју освојених шампионата (16) и купова (24). За фудбалску репрезентацију Републике Ирске је играло укупно 62 играча Шамрок роверса, више него из било ког другог клуба.
Шамрок роверси су основани 1901. у Рингсенду, јужном предграђу Даблина.
Клуб је од 1926. до 1987. своје утакмице играо на стадиону Гленмалер парк, када су власници продали стадион. Шамрок роверси су наредне 22 године провели играјући на разним стадионима по Даблину, а такође и изван граница града. Клуб се пред сезону 2009. преселио на Тала стадион, након година одлагања и судских спорова.

## Успеси
- Премијер лига Ирске: 21 (рекорд)
  - 1922/23, 1924/25, 1926/27, 1931/32, 1937/38, 1938/39, 1953/54, 1956/57, 1958/59, 1963/64 
 1983/84, 1984/85, 1985/86, 1986/87, 1993/94, 2010, 2011, 2020, 2021, 2022, 2023.
- Куп Ирске: 25 (рекорд)
  - 1925, 1929, 1930, 1931, 1932, 1933, 1936, 1940, 1944, 1945, 1948, 1955, 1956, 1962, 1964, 1965, 1966, 
 1967, 1968, 1969, 1978, 1985, 1986, 1987, 2019.
- Ирски лиг шилд: 18 (рекорд)
  - 1924/25, 1926/27, 193/32, 1932/33, 193/35, 1937/38, 1941/42, 1949/50, 1951/52, 1954/55, 1955/56, 
 1956/57, 1957/58, 1962/63, 1963/64, 1964/65, 1965/66, 1967/68.
- Лига куп Ирске: 1
  - 1976/77.

## Стадион
Своје домаће утакмице игра на Тала стадиону у јужном делу Даблина. Капацитет стадиона је 6.500 места, а прву утакмицу на њему је одиграо 13. марта 2009. године

### Гленмалер парк
Клуб је од 1926. до 1987. своје утакмице играо на стадиону Гленмалер парк, који је кроз цело своје постојање имао капацитет од око 20.000 гледалаца. Највећа забележена посета на њему је била 28.000 гледалаца против Вотерфорда 1968. године. 1987. власници клуба су донели контроверзну одлуку да продају стадион, а последња утакмица на Гленмалер парку је била утакмица полуфинала Купа Ирске између Шамрок роверса и Слајго роверса одиграна 12. априла 1987, када су навијачи улетели на терен у знак протеста због продаје стадиона. Наредну сезону навијачи су бојкотовали све утакмице клуба, а такође су и преко добровољних доприноса сакупљали средства да откупе стадион, али је друга понуда била боља и након дужег жалбеног процеса стадион је срушен 1990. и на његовом месту изграђен стамбени комплекс.

### Тала стадион
Шамрок роверси су наредне 22 године провели играјући на разним стадионима по Даблину, а такође и изван граница града. 1990-их Шамрок роверсима је дато земљиште у Тали, јужном предграђу Даблина, да изграде нови стадион. Радови на новом стадиону су почели октобра 2000, али су новембра 2001. прекинути јер је Веће округа јужног Даблина одлучило да одузме земљиште које су дали клубу, јер услови дозволе за планирање нису били испуњени. Коначно након шест и по година одлагања и судских спорова, радови на стадиону су настављени 6. маја 2008. Клуб се пред сезону 2009. преселио на Тала стадион, а прву утакмицу одиграо 13. марта 2009. против Слајго роверса (2:1), док је стадион званично отворен 27. јуна.

## Ривалства
Кроз своју историју, Шамрок роверси су имали многа ривалства различитог значаја и интензитета. Најстарији такав ривалитет је делио са Шелбурном, због чињенице да су оба клуба основана у Рингсенду. То остаје секундардни ривалитет сличног значаја као локални дерби са Сент Патрикс атлетиком. Током 1950-их и 1960-их главни ривал клуба је била, сада угашена, Друмкондра. Током 1970-их они су замењени са главним клубом из северног дела Даблина, Бохимијана. Од тада, релативно мало ривалство које је постојало између Шамрок роверса и Бохимијана се развило у класичан ривалитет, са интезивним утакмицама и великом посетом.

## Шамрок роверси у европским такмичењима
| Сезона   | Такмичење             | Коло        | Клуб               | Дом. | Гост | Укупно         |
| -------- | --------------------- | ----------- | ------------------ | ---- | ---- | -------------- |
| 1957/58. | Лига шампиона         | кв.         | Манчестер јунајтед | 0:6  | 2:3  | 2–9            |
| 1959/60. | Лига шампиона         | кв.         | Ница               | 1:1  | 2:3  | 3–4            |
| 1962/63. | Куп победника купова  | 1. коло     | Ботев Пловдив      | 0:4  | 0:1  | 0–5            |
| 1963/64. | Куп сајамских градова | 1. коло     | Валенсија          | 2:2  | 0:1  | 2–3            |
| 1964/65. | Лига шампиона         | кв.         | Рапид Беч          | 0:2  | 0:3  | 0–5            |
| 1965/66. | Куп сајамских градова | 2. коло     | Сарагоса           | 1:1  | 1:2  | 2–3            |
| 1966/67. | Куп победника купова  | 1. коло     | Спора              | 4:1  | 4:1  | 8–1            |
| 1966/67. | Куп победника купова  | 2. коло     | Бајерн Минхен      | 1:1  | 2:3  | 3–4            |
| 1967/68. | Куп победника купова  | 1. коло     | Кардиф сити        | 1:1  | 0:2  | 1–3            |
| 1968/69. | Куп победника купова  | 1. коло     | Ранерс             | 1:2  | 0:1  | 1–3            |
| 1969/70. | Куп победника купова  | 1. коло     | Шалке              | 2:1  | 0:3  | 2–4            |
| 1978/79. | Куп победника купова  | 1. коло     | АПОЕЛ              | 2:0  | 1:0  | 3–0            |
| 1978/79. | Куп победника купова  | 2. коло     | Бањик Острава      | 1:3  | 0:3  | 1–6            |
| 1984/85. | Лига шампиона         | 1. коло     | Линфилд            | 1:1  | 0:0  | 1–1 (пгг)      |
| 1985/86. | Лига шампиона         | 1. коло     | Хонвед             | 1:3  | 0:2  | 1–5            |
| 1986/87. | Лига шампиона         | 1. коло     | Селтик             | 0:1  | 0:2  | 0–3            |
| 1987/88. | Лига шампиона         | 1. коло     | Омонија            | 0:1  | 0:0  | 0–1            |
| 1994/95. | Куп УЕФА              | кв.         | Горњик             | 0:1  | 0:7  | 0–8            |
| 1998.    | Интертото куп         | 1. коло     | Алтај              | 3:2  | 1:3  | 4–5            |
| 2002/03. | Куп УЕФА              | кв.         | Јургорден          | 1:3  | 0:2  | 1–5            |
| 2003.    | Интертото куп         | 1. коло     | Одра               | 2:1  | 1:0  | 3–1            |
| 2003.    | Интертото куп         | 2. коло     | Слован Либерец     | 0:2  | 0:2  | 0–4            |
| 2010/11. | Лига Европе           | 2. коло кв. | Бнеј Јехуда        | 1:1  | 1:0  | 2–1            |
| 2010/11. | Лига Европе           | 3. коло кв. | Јувентус           | 0:2  | 0:1  | 0–3            |
| 2011/12. | Лига шампона          | 2. коло кв. | Флора              | 1:0  | 0:0  | 1–0            |
| 2011/12. | Лига шампона          | 3. коло кв. | Копенхаген         | 0:2  | 0:1  | 0–3            |
| 2011/12. | Лига Европе           | плеј-оф     | Партизан           | 1:1  | 2:1  | 3–2            |
| 2011/12. | Лига Европе           | Група А     | Тотенхем           | 0:4  | 1:3  | 4. место       |
| 2011/12. | Лига Европе           | Група А     | Рубин              | 0:3  | 1:4  | 4. место       |
| 2011/12. | Лига Европе           | Група А     | ПАОК               | 1:3  | 1:2  | 4. место       |
| 2012/13. | Лига шампона          | 2. коло кв. | Екранас            | 0:0  | 1:2  | 1–2            |
| 2015/16. | Лига Европе           | 1. коло кв. | Прогрес            | 3:0  | 0:0  | 3–0            |
| 2015/16. | Лига Европе           | 2. коло кв. | Од                 | 0:2  | 1:2  | 1–4            |
| 2016/17. | Лига Европе           | 1. коло кв. | РОПС               | 0:2  | 1:1  | 1–3            |
| 2017/18. | Лига Европе           | 1. коло кв. | Стјарнан           | 1:0  | 1:0  | 2–0            |
| 2017/18. | Лига Европе           | 2. коло кв. | Млада Болеслав     | 2:3  | 0:2  | 2–5            |
| 2018/19. | Лига Европе           | 1. коло кв. | АИК                | 0:1  | 1:1  | 1–2            |
| 2019/20. | Лига Европе           | 1. коло кв. | Бран               | 2:1  | 2:2  | 4–3            |
| 2019/20. | Лига Европе           | 2. коло кв. | Аполон             | 2:1  | 1:3  | 3–4            |
| 2020/21. | Лига Европе           | 1. коло кв. | Илвес              | 2:2  | Н/Д  | 2–2 (12:11пен) |
| 2020/21. | Лига Европе           | 2. коло кв. | Милан              | 0:2  | Н/Д  | 0–2            |
| 2021/22. | Лига шампиона         | 1. коло кв. | Слован Братислава  | 2:1  | 0:2  | 2–3            |
| 2021/22. | Лига конференције     | 2. коло кв. | Теута Драч         | 1:0  | 2:0  | 3–0            |
| 2021/22. | Лига конференције     | 3. коло кв. | Флора Талин        | 0:1  | 2:4  | 2–5            |
| 2022/23. | Лига шампиона         | 1. коло кв. | Хибернијанс        | 3:0  | 0:0  | 3–0            |
| 2022/23. | Лига шампиона         | 2. коло кв. | Лудогорец          | 2:1  | 0:3  | 2–4            |
| 2022/23. | Лига Европе           | 3. коло кв. | Шкупи              | 3:1  | 2:1  | 5–2            |
| 2022/23. | Лига Европе           | плеј-оф     | Ференцварош        | 1:0  | 0:4  | 1–4            |
| 2022/23. | Лига конференције     | Група Ф     | Гент               | 1:1  | 0:3  | 4. место       |
| 2022/23. | Лига конференције     | Група Ф     | Молде              | 0:2  | 0:3  | 4. место       |
| 2022/23. | Лига конференције     | Група Ф     | Јургорден          | 0:0  | 0:1  | 4. место       |